# Fußball-Club St. Pauli von 1910 2010-2011

## Stagione
Nella stagione 2011-2012 il St. Pauli, allenato da Holger Stanislawski, concluse il campionato di Bundesliga al 18º posto e retrocesse in 2. Bundesliga. In coppa di Germania il St. Pauli fu eliminato al primo turno dal Chemnitz.

## Rosa
| N. |                     | Ruolo | Calciatore      |
| -- | ------------------- | ----- | --------------- |
| 2  | Germania (bandiera) | D     | Florian Lechner |
| 4  | Germania (bandiera) | D     | Fabio Morena    |
| 5  | Perù (bandiera)     | D     | Carlos Zambrano |
| 6  | Germania (bandiera) | D     | Bastian Oczipka |
| 7  | Germania (bandiera) | A     | Rouwen Hennings |
| 8  | Germania (bandiera) | A     | Florian Bruns   |
| 9  | Germania (bandiera) | A     | Marius Ebbers   |
| 10 | Ghana (bandiera)    | C     | Charles Takyi   |
| 11 | Germania (bandiera) | D     | Ralph Gunesch   |
| 12 | Germania (bandiera) | C     | Timo Schultz    |
| 13 | Germania (bandiera) | A     | Gerald Asamoah  |
| 14 | Germania (bandiera) | D     | Marcel Eger     |
| 16 | Germania (bandiera) | D     | Markus Thorandt |
| 17 | Germania (bandiera) | C     | Fabian Boll     |

| N. |                     | Ruolo | Calciatore           |
| -- | ------------------- | ----- | -------------------- |
| 18 | Germania (bandiera) | C     | Max Kruse            |
| 19 | Germania (bandiera) | A     | Richard Sukuta-Pasu  |
| 20 | Germania (bandiera) | C     | Matthias Lehmann     |
| 22 | Germania (bandiera) | A     | Fin Bartels          |
| 23 | Germania (bandiera) | A     | Deniz Naki           |
| 24 | Germania (bandiera) | D     | Carsten Rothenbach   |
| 25 | Germania (bandiera) | P     | Mathias Hain         |
| 26 | Germania (bandiera) | P     | Thomas Kessler       |
| 27 | Germania (bandiera) | D     | Jan-Philipp Kalla    |
| 28 | Germania (bandiera) | D     | Moritz Volz          |
| 29 | Germania (bandiera) | A     | Nils Pichinot        |
| 30 | Germania (bandiera) | C     | Dennis Daube         |
| 32 | Ghana (bandiera)    | D     | Davidson Drobo-Ampem |
| 34 | Germania (bandiera) | P     | Arvid Schenk         |

## Organigramma societario
Area tecnica
- Allenatore: Holger Stanislawski
- Allenatore in seconda: André Trulsen
- Preparatore dei portieri: Klaus-Peter Nemet
- Preparatori atletici: Ronald Wollmann

## Risultati

### Bundesliga

#### Girone di andata
| Arbitro: | Drees |

|           |           |                                      |
| Cissé 78’ | Marcatori | 83’ Boll 89’ Sukuta-Pasu 90’ Bartels |

| Arbitro: | Gräfe |

|  |           |            |
|  | Marcatori | 87’ Vorsah |

| Arbitro: | Dingert |

|            |           |  |
| Yalçın 17’ | Marcatori |  |

| Arbitro: | Meyer |

|          |           |            |
| Boll 77’ | Marcatori | 88’ Petrić |

| Arbitro: | Aytekin |

|            |           |                              |
| Arango 25’ | Marcatori | 66’ Asamoah 71’ (rig.) Bruns |

| Arbitro: | Stark |

|              |           |                                |
| Hennings 25’ | Marcatori | 17’, 60’ Großkreutz 50’ Kagawa |

| Arbitro: | Wingenbach |

|  |           |           |
|  | Marcatori | 6’ Ebbers |

| Arbitro: | Gagelmann |

|                                  |           |                    |
| Asamoah 45’ Ebbers 59’ Bruns 82’ | Marcatori | 48’ Ekici 62’ Wolf |

| Arbitro: | Welz |

|                                |           |  |
| Niedermeier 19’ Kuzmanović 79’ | Marcatori |  |

| Arbitro: | Fritz |

|             |           |                                 |
| Zambrano 5’ | Marcatori | 42’ (rig.), 70’ Gkekas 90’ Caio |

| Arbitro: | Drees |

|                             |           |  |
| Raúl 14’, 81’ Huntelaar 53’ | Marcatori |  |

| Arbitro: | Weiner |

|  |           |             |
|  | Marcatori | 81’ Augusto |

| Arbitro: | Schmidt |

|              |           |           |
| Thorandt 28’ | Marcatori | 54’ Džeko |

| Arbitro: | Brych |

|                      |           |  |
| Almeida 1’, 20’, 64’ | Marcatori |  |

| Arbitro: | Kircher |

|                    |           |  |
| Tiffert 48’ (aut.) | Marcatori |  |

| Arbitro: | Rafati |

|                                         |           |  |
| Altıntop 16’ Lahm 71’ (rig.) Ribéry 79’ | Marcatori |  |

| Arbitro: | Sippel |

|                         |           |                                            |
| Lehmann 33’ (rig.), 63’ | Marcatori | 11’, 28’ Schürrle 41’ Szalai 83’ Caligiuri |

#### Girone di ritorno
| Arbitro: | Wingenbach |

|                        |           |                |
| Ebbers 13’ Asamoah 68’ | Marcatori | 61’, 75’ Cissé |

| Arbitro: | Dingert |

|                       |           |                       |
| Compper 29’ Alaba 90’ | Marcatori | 51’ Kruse 82’ Asamoah |

| Arbitro: | Brych |

|                                 |           |  |
| Takyi 30’, 36’ Bruns 76’ (rig.) | Marcatori |  |

| Arbitro: | Stark |

|                                   |           |               |
| Kruse 37’ Asamoah 52’ Lehmann 57’ | Marcatori | 8’ De Camargo |

| Arbitro: | Perl |

|  |           |             |
|  | Marcatori | 59’ Asamoah |

| Arbitro: | Sippel |

|                                |           |  |
| Barrios 39’ Gunesch 49’ (aut.) | Marcatori |  |

| Arbitro: | Gagelmann |

|  |           |            |
|  | Marcatori | 89’ Schulz |

| Arbitro: | Wingenbach |

|                                         |           |  |
| Wollscheid 3’ Eigler 14’, 17’, 86’, 88’ | Marcatori |  |

| Arbitro: | Kinhöfer |

|          |           |                               |
| Boll 18’ | Marcatori | 23’ Kuzmanović 87’ Schipplock |

| Arbitro: | Perl |

|                        |           |           |
| Gkekas 34’ (rig.), 77’ | Marcatori | 42’ Takyi |

| Arbitro: | Aytekin |

|  |           |                      |
|  | Marcatori | 26’ Raúl 67’ Draxler |

| Arbitro: | Drees |

|                         |           |           |
| Kießling 66’ Bender 77’ | Marcatori | 58’ Takyi |

| Arbitro: | Brych |

|                         |           |                      |
| Mandžukić 39’ Polák 88’ | Marcatori | 60’ Naki 77’ Lehmann |

| Arbitro: | Weiner |

|             |           |                                      |
| Bartels 29’ | Marcatori | 51’ (aut.) Thorandt 73’, 75’ Pizarro |

| Arbitro: | Perl |

|                      |           |  |
| Tiffert 29’ Abel 68’ | Marcatori |  |

| Arbitro: | Kinhöfer |

|          |           |                                                                |
| Eger 78’ | Marcatori | 10’, 52’, 86’ Gómez 32’ Buyten 54’, 84’ Robben 74’, 88’ Ribéry |

| Arbitro: | Winkmann |

|                                 |           |             |
| Schürrle 58’ (rig.) Allagui 82’ | Marcatori | 42’ Lehmann |

### Coppa di Germania
| Arbitro: | Zwayer |

|            |           |  |
| Richter 5’ | Marcatori |  |

## Statistiche

### Statistiche di squadra
| Competizione      | Punti | In casa | In casa | In casa | In casa | In casa | In casa | In trasferta | In trasferta | In trasferta | In trasferta | In trasferta | In trasferta | Totale | Totale | Totale | Totale | Totale | Totale | DR  |
| Competizione      | Punti | G       | V       | N       | P       | Gf      | Gs      | G            | V            | N            | P            | Gf           | Gs           | G      | V      | N      | P      | Gf     | Gs     | DR  |
| ----------------- | ----- | ------- | ------- | ------- | ------- | ------- | ------- | ------------ | ------------ | ------------ | ------------ | ------------ | ------------ | ------ | ------ | ------ | ------ | ------ | ------ | --- |
| Bundesliga        | 29    | 17      | 4       | 3       | 10      | 21      | 35      | 17           | 4            | 2            | 11           | 14           | 33           | 34     | 8      | 5      | 21     | 35     | 68     | -33 |
| Coppa di Germania | -     | 0       | 0       | 0       | 0       | 0       | 0       | 1            | 0            | 0            | 1            | 0            | 1            | 1      | 0      | 0      | 1      | 0      | 1      | -1  |
| Totale            | -     | 17      | 4       | 3       | 10      | 21      | 35      | 18           | 4            | 2            | 12           | 14           | 34           | 35     | 8      | 5      | 22     | 35     | 69     | -34 |

### Andamento in campionato
| Giornata  | 1 | 2 | 3  | 4  | 5 | 6  | 7 | 8 | 9  | 10 | 11 | 12 | 13 | 14 | 15 | 16 | 17 | 18 | 19 | 20 | 21 | 22 | 23 | 24 | 25 | 26 | 27 | 28 | 29 | 30 | 31 | 32 | 33 | 34 |
| --------- | - | - | -- | -- | - | -- | - | - | -- | -- | -- | -- | -- | -- | -- | -- | -- | -- | -- | -- | -- | -- | -- | -- | -- | -- | -- | -- | -- | -- | -- | -- | -- | -- |
| Luogo     | T | C | T  | C  | T | C  | T | C | T  | C  | T  | C  | C  | T  | C  | T  | C  | C  | T  | C  | C  | T  | T  | C  | T  | C  | T  | C  | T  | T  | C  | T  | C  | T  |
| Risultato | V | P | P  | N  | V | P  | V | V | P  | P  | P  | P  | N  | P  | V  | P  | P  | N  | N  | V  | V  | V  | P  | P  | P  | P  | P  | P  | P  | N  | P  | P  | P  | P  |
| Posizione | 2 | 7 | 13 | 10 | 9 | 10 | 9 | 6 | 10 | 13 | 13 | 13 | 14 | 14 | 14 | 15 | 15 | 15 | 16 | 14 | 12 | 11 | 11 | 12 | 13 | 16 | 16 | 17 | 17 | 17 | 18 | 18 | 18 | 18 |

Legenda:

Luogo: C = Casa; T = Trasferta. Risultato: V = Vittoria; N = Pareggio; P = Sconfitta.

### Statistiche dei giocatori
| Giocatore      | Bundesliga | Bundesliga | Bundesliga  | Bundesliga | Coppa di Germania | Coppa di Germania | Coppa di Germania | Coppa di Germania | Totale   | Totale | Totale      | Totale     |
| Giocatore      | Presenze   | Reti       | Ammonizioni | Espulsioni | Presenze          | Reti              | Ammonizioni       | Espulsioni        | Presenze | Reti   | Ammonizioni | Espulsioni |
| -------------- | ---------- | ---------- | ----------- | ---------- | ----------------- | ----------------- | ----------------- | ----------------- | -------- | ------ | ----------- | ---------- |
| M. Hain        | 4          | 0          | 0           | 0          | -                 | -                 | -                 | -                 | 4        | 0      | 0           | 0          |
| T. Kessler     | 26         | 0          | 0           | 1          | -                 | -                 | -                 | -                 | 26       | 0      | 0           | 1          |
| B. Pliquett    | 5          | 0          | 0           | 0          | 1                 | 0                 | 0                 | 0                 | 6        | 0      | 0           | 0          |
| A. Schenk      | -          | -          | -           | -          | -                 | -                 | -                 | -                 | -        | -      | -           | -          |
| H. Brückner    | -          | -          | -           | -          | -                 | -                 | -                 | -                 | -        | -      | -           | -          |
| M. Eger        | 7          | 1          | 1           | 0          | -                 | -                 | -                 | -                 | 7        | 1      | 1           | 0          |
| R. Gunesch     | 20         | 0          | 0           | 0          | -                 | -                 | -                 | -                 | 20       | 0      | 0           | 0          |
| J. Kalla       | 5          | 0          | 1           | 1          | -                 | -                 | -                 | -                 | 5        | 0      | 1           | 1          |
| F. Lechner     | 10         | 0          | 1           | 0          | 1                 | 0                 | 0                 | 0                 | 11       | 0      | 1           | 0          |
| F. Morena      | 7          | 0          | 1           | 0          | 1                 | 0                 | 0                 | 0                 | 8        | 0      | 1           | 0          |
| B. Oczipka     | 20         | 0          | 1           | 0          | 1                 | 0                 | 0                 | 0                 | 21       | 0      | 1           | 0          |
| C. Rothenbach  | 13         | 0          | 2           | 0          | -                 | -                 | -                 | -                 | 13       | 0      | 2           | 0          |
| M. Thorandt    | 29         | 1          | 8           | 1          | -                 | -                 | -                 | -                 | 29       | 1      | 8           | 1          |
| M. Volz        | 9          | 0          | 3           | 0          | -                 | -                 | -                 | -                 | 9        | 0      | 3           | 0          |
| C. Zambrano    | 20         | 1          | 5           | 0          | 1                 | 0                 | 0                 | 0                 | 21       | 1      | 5           | 0          |
| F. Bartels     | 31         | 2          | 3           | 1          | 1                 | 0                 | 1                 | 0                 | 32       | 2      | 4           | 1          |
| F. Boll        | 28         | 3          | 3           | 0          | 1                 | 0                 | 0                 | 0                 | 29       | 3      | 3           | 0          |
| F. Bruns       | 30         | 3          | 4           | 0          | -                 | -                 | -                 | -                 | 30       | 3      | 4           | 0          |
| D. Daube       | 13         | 0          | 2           | 0          | -                 | -                 | -                 | -                 | 13       | 0      | 2           | 0          |
| P. Filipović   | 1          | 0          | 0           | 0          | -                 | -                 | -                 | -                 | 1        | 0      | 0           | 0          |
| M. Hinzmann    | -          | -          | -           | -          | -                 | -                 | -                 | -                 | -        | -      | -           | -          |
| M. Kruse       | 33         | 2          | 2           | 0          | 1                 | 0                 | 0                 | 0                 | 34       | 2      | 2           | 0          |
| M. Lehmann     | 33         | 5          | 8           | 0          | 1                 | 0                 | 0                 | 0                 | 34       | 5      | 8           | 0          |
| T. Schultz     | 4          | 0          | 1           | 0          | -                 | -                 | -                 | -                 | 4        | 0      | 1           | 0          |
| C. Takyi       | 24         | 4          | 3           | 0          | 1                 | 0                 | 0                 | 0                 | 25       | 4      | 3           | 0          |
| G. Asamoah     | 27         | 6          | 4           | 1          | -                 | -                 | -                 | -                 | 27       | 6      | 4           | 1          |
| M. Ebbers      | 31         | 3          | 1           | 0          | 1                 | 0                 | 0                 | 0                 | 32       | 3      | 1           | 0          |
| R. Hennings    | 16         | 1          | 1           | 0          | 1                 | 0                 | 0                 | 0                 | 17       | 1      | 1           | 0          |
| D. Naki        | 20         | 1          | 1           | 0          | 1                 | 0                 | 1                 | 0                 | 21       | 1      | 2           | 0          |
| R. Sukuta-Pasu | 9          | 1          | 0           | 0          | -                 | -                 | -                 | -                 | 9        | 1      | 0           | 0          |
| D. Eden        | 1          | 0          | 0           | 0          | -                 | -                 | -                 | -                 | 1        | 0      | 0           | 0          |